# Djewol
Djewol är en kommun i departementet Kaédi i regionen Gorgol i Mauretanien. Kommunen hade 14 425 invånare år 2013.